# Jürgen Schade
Jürgen Schade (* 3. Dezember 1942 in Berlin) ist ein deutscher Patentrechtler und Politiker (SPD, Bündnis 90/Die Grünen). Er war von 1994 bis 1998 Abgeordneter des Bayerischen Landtages und von 2001 bis 2008 Präsident des Deutschen Patent- und Markenamtes.
Nach seinem Abitur machte Schade das 1. theologische Examen (evangelisch), das 1. und 2. juristische Staatsexamen und die Promotion zum Doktor der Rechte in München. Er war wissenschaftlicher Mitarbeiter am Max-Planck-Institut für Internationales Patentrecht, 1977 trat er in den Dienst des Deutschen Patentamts ein. In den Jahren 1981/82 war er zur Weltorganisation für geistiges Eigentum abgeordnet. 1986 wechselte er als Richter ans Bundespatentgericht. Von 2001 bis 2008 war er Präsident des Deutschen Patent- und Markenamts. Später nahm er eine Tätigkeit als Honorarprofessor für nationales und internationales Patentrecht an der Hochschule für angewandte Wissenschaften Amberg-Weiden auf.
1970 wurde Schade Mitglied der SPD, für die er in den Gemeinderäten von Ottobrunn (1972–1978) und Gauting (1990–2003) sowie im Kreistag des Landkreises Starnberg (1996–2001) saß. 1994 wurde er als Abgeordneter in den Bayerischen Landtag gewählt, dem er bis 1998 angehörte. Im Landtag war er Mitglied des Ausschusses für Fragen des öffentlichen Dienstes und des Ausschusses für Verfassungs-, Rechts- und Parlamentsfragen.
Schade trat aus der SPD aus und schloss sich den Grünen an, für die er bis 2016 dem Gautinger Gemeinderat angehörte, zuletzt als Fraktionssprecher.